# Limburgs streekproduct
De term Limburgs streekproduct moet hier niet te letterlijk worden genomen: het betreft hier niet producten die exclusief zijn voor (Nederlands-)Limburg, maar eerder producten die 'typisch Limburgs' genoemd mogen worden omdat ze relatief veel geconsumeerd worden in de zuidelijkste provincie van Nederland.
Hoewel vaak ook typerend voor Belgisch-Limburg, gaat dit artikel over Nederlands-Limburgse streekproducten in het bijzonder; culinaire grenzen houden zich immers niet aan landgrenzen en veel gerechten stammen uit de tijd dat er sprake was van één Limburg. De Stichting Streekproducten Limburg (SSL) is licentiehouder van Stichting Streekeigen Producten Nederland (SPN), welke een landelijk keurmerk voor streekproducten heeft ontwikkeld.

## Typisch Limburgse producten
Onderstaande producten belanden vaak samen op de (Limburgse) eettafel: voor het typisch Limburgse zuurvlees is Limburgse stroop nodig, de traditionele Limburgse variant van huzarensalade ("koude schotel") wordt vaak met Limburgs zuurvlees of tête de veaux gegeten en de zult of balkenbrij wordt geconsumeerd met een stukje Limburgs roggebrood.  
- Asperges
De 'Koningin der Groenten' is populair in Limburg, met name rond de feestdagen. Asperges worden met een botersaus en wat nootmuskaat gegeten, of in een plakje ham gerold.
- Balkenbrij
- Bierpap
- Huzarensalade (Limburgs: kow sjottel/kalde schôttel, 'koude schotel')
- Knapkoek
- Konijn in het zuur
- Limburgse vlaai
- Mosterd
- Nonnevot
- Roggebrood
- Rommedoe (Voerstreek)
- Sjroap/kroet/zeem (stroop / appelstroop)
Stroop wordt van oudsher veel geconsumeerd in Limburg, stroop wordt niet alleen op de pannenkoek, maar ook op Limburgs zwartbrood of roggebrood gesmeerd. Stroop wordt geroemd om zijn hoog ijzergehalte. Een bekende Limburgse producent van stroop is Canisius.
- Tête de veaux
Een van oorsprong Frans gerecht, overgewaaid en achtergebleven in Limburg. Traditioneel een 'armeluisgerecht', omdat van een kalfs- of koeienhoofd in kokend water de laatste vleesresten worden losgeweekt en gebruikt in het gerecht. Tête de veaux betekent dan ook 'hoofd van het kalf'. In de hedendaagse bereiding van het gerecht wordt doorgaans rundvlees (runderpoulet) gebruikt, champignons (kleine hele) mogen niet ontbreken.
- Huijdvleisj (hoofdkaas)
Ook wel zult genoemd, wordt zelden buiten Limburg gegeten. De Limburger eet zijn stukje zult traditioneel met een donkere broodsoort en wat azijn of mosterd.
- Zoervleisj (zuurvlees)

Tot de Limburgse streekproducten mogen ook biermerken zoals Cristal Alken, Hertog Jan, Brand, Alfa en Gulpener worden gerekend.